# Liplas

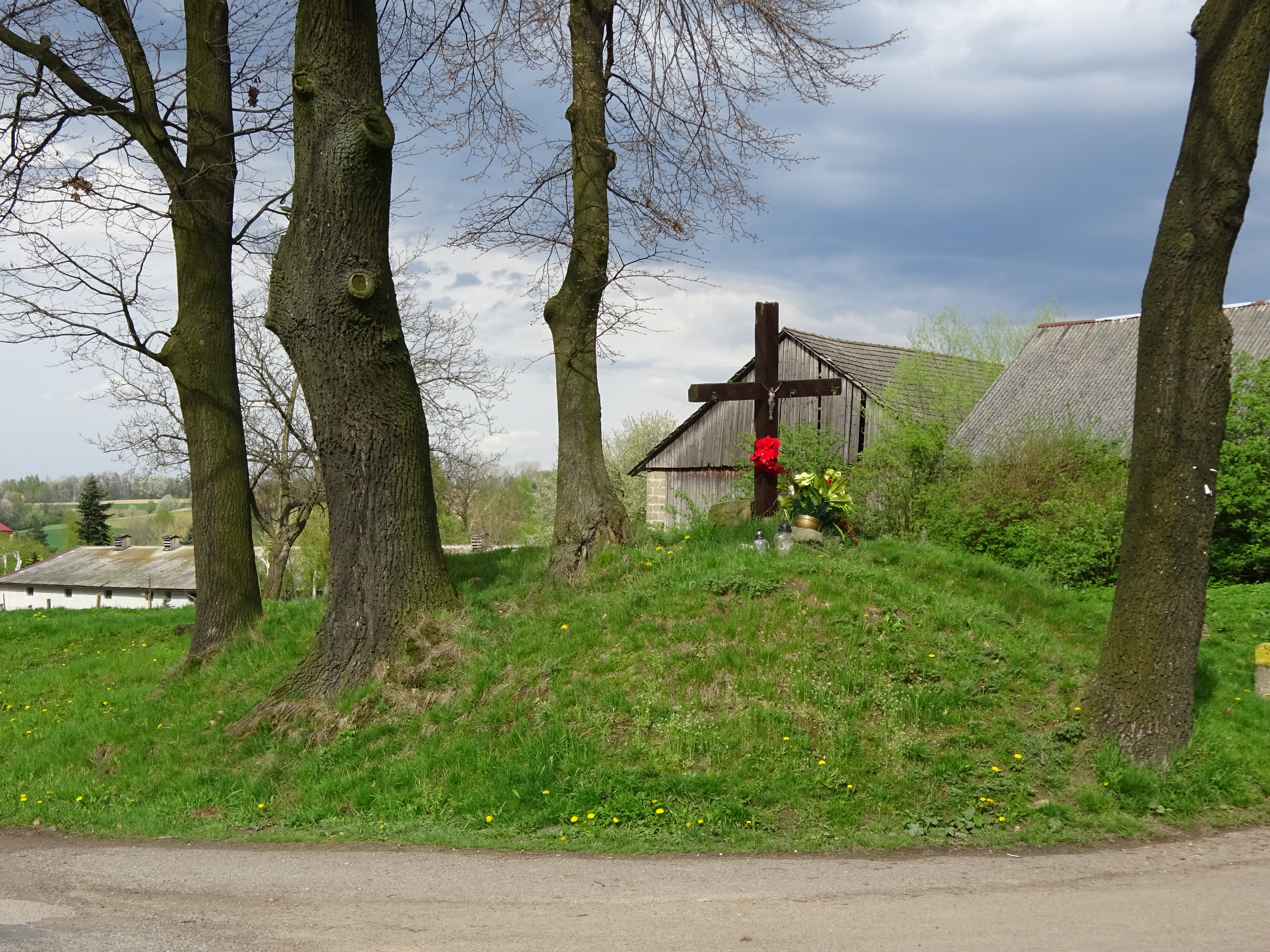
Kopiec w Liplasie

Liplas – wieś w Polsce położona w województwie małopolskim, w powiecie wielickim, w gminie Gdów.
Integralne części miejscowości: Podlesie, Podwale, Wachlówka.
W latach 1975–1998 miejscowość administracyjnie należała do województwa krakowskiego.

## Położenie
Wieś usytuowana jest Pogórzu Wielickim, nad potokiem Królewskim uchodzącym do Raby, w odległości 4,5 km od Gdowa. Gleby są tu gliniaste na podłożu piaskowca naniesionego przez Rabę. Po stronie północnej znajduje się wieś Jawczyce i Wiatowice, na wschodzie Niegowić, na zachodzie Bilczyce, na południu Gdów. Przez wieś przebiega droga gminna Bilczyce (droga wojewódzka nr 966) – Marszowice (droga wojewódzka nr 967).

## Historia
W miejscowości był dwór i folwark klasztorny. Z majątku tego płacono dziesięcinę snopową kościołowi w Niegowici. Znajdowały się tu także stawy rybne (w sumie cztery – jeden należał do parafii w Niegowici). Każdy chłop mieszkający w Liplasie zobowiązany był do jednego dnia w tygodniu pańszczyzny wozowej lub przez cały rok pługiem. Ponadto tzw. rejestr zmuszał chłopów do pracy przy budowie dróg. W wieku XV Liplas graniczył z Niegowicią, Marszowicami, Bilczycami, Łagiawnikami i Wiatrowicami.

## Zabytki
Obiekt wpisany do rejestru zabytków nieruchomych województwa małopolskiego.
- Zespół dworski: dwór, 2 stajnie, obora, mleczarnia, park, aleja dojazdowa.
Dwór z połowy XIX wieku. Wieś należała wówczas do gen. L. Dębickiego, który zamieszkiwał w Wiatowicach[7].

Inne
- Kopiec, będący podobno mogiłą żołnierzy z Armii Austriackiej, którzy zdezerterowali na wieść o wybuchu powstania na Węgrzech, chcąc dołączyć do swoich rodaków, zmarli prawdopodobnie na cholerę i pochowano ich w zbiorowej mogile we wsi, nad którą usypano kopiec.

## Sport
We wsi funkcjonował klub piłkarski „Derby Liplas”.